# ミックス・マスター・マイク
ミックス・マスター・マイク（Mix Master Mike、1970年4月4日 - ）はアメリカ合衆国のDJ。

## 略歴
カリフォルニア州サンフランシスコ生まれ。ドイツ人とフィリピン人との間に生まれる。DMCワールドDJチャンピオンシップで優勝する程の腕前を持つ。
1999年にコナミ（現・コナミアミューズメント）から発売された『beatmania 5th MIX』に「ALL PRO」が収録された。
1999年、フジロックフェスティバル1日目（7月30日）に出演。

## ディスコグラフィー

### アルバム
- Anti-Theft Device (1998)
- Spin Psycle (2001)
- Bangzilla  (2004)
- NaPALM ROCKETS (DubStep)  (2010)

### シングル/ミックステープ等
- Neck Thrust One
- Rescue 916
- Terrorwrist Delivery Service
- Memoirs of a Serial Wax Killer
- Mixmasterpiece: Muzik's Worst Nightmare (1996)
- Surprize Packidge (1999)
- Eye of the Cyklops (2000)
- 30 Minute Massacre (2001)
- Return of the Cyklops (2002)
- Live! Beatdown volume 1 (2006)